# Катеринівка (Кам'янець-Подільський район)
Катери́нівка (давня назва — Ланцутцьки; пол. Łańcucki) — село в Україні, у Дунаєвецькій міській територіальній громаді Кам'янець-Подільського району Хмельницької області. Населення становить 201 особа.

## Географія
Село розташоване між дорогою Нова Ушиця — Дунаєвці з півночі, обмежено лісом зі сходу та заходу, яром та колишнім кар'єром з півдня. На південному сході розташоване село Городиська. Через Катеринівку проходить струмок, вздовж якого розташовані подвір'я. Струмок впадає в більший струмок в яру, який своєю чергою в річку Ушиця, яка є притокою Дністра.

### Клімат
Катеринівка знаходяться в межах вологого континентального клімату із теплим літом.

## Історія

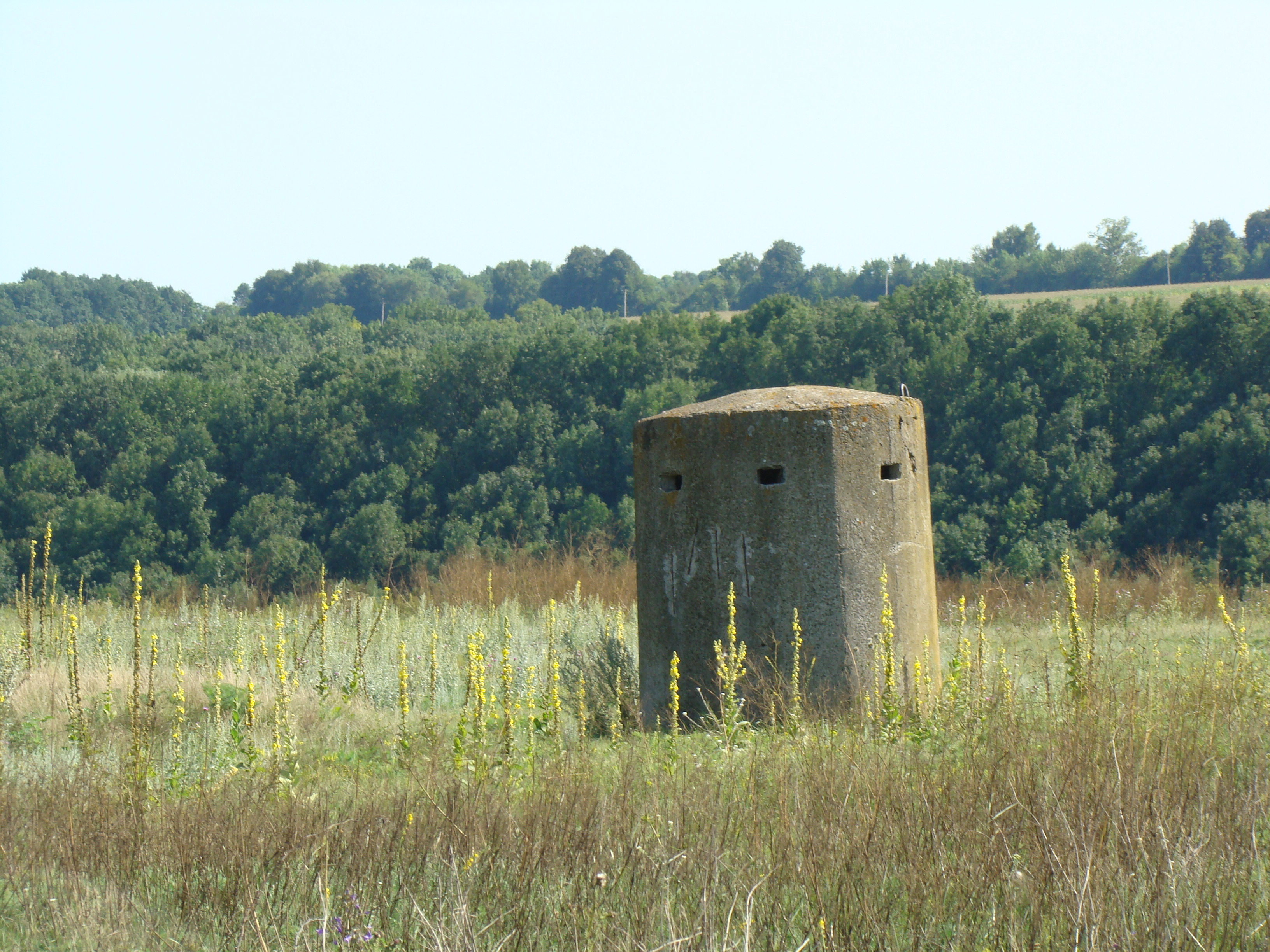
В кар'єрі

До 1970-х років була школа. Зараз будівля школи використовується як виборча дільниця та для ритуальних заходів.
З 1991 року в складі незалежної України.
13 серпня 2015 року шляхом об'єднання сільських рад, село увійшло до складу Дунаєвецької міської громади, до цього органом місцевого самоврядування була Миньковецька сільська рада.
17 липня 2020 року, в результаті адміністративно-територіальної реформи та ліквідації Дунаєвецького району, село увійшло до складу Кам'янець-Подільського району.
У селі є мобільний магазин, медичний пункт (закритий з 2022 року), храм Православної церкви України.

## Населення
До сучасних часів Катеринівка відома як село з переважно польським населенням. За переписом населення України 2001 року в селі мешкало 201 особа.
Згідно перепису 2015 року в селі мешкало 155 осіб.

## Відомі люди
Народилися
- Галачинський Євген В'ячеславович (1976—2023) — солдат Збройних сил України, учасник російсько-української війни.[4]

## Галерея

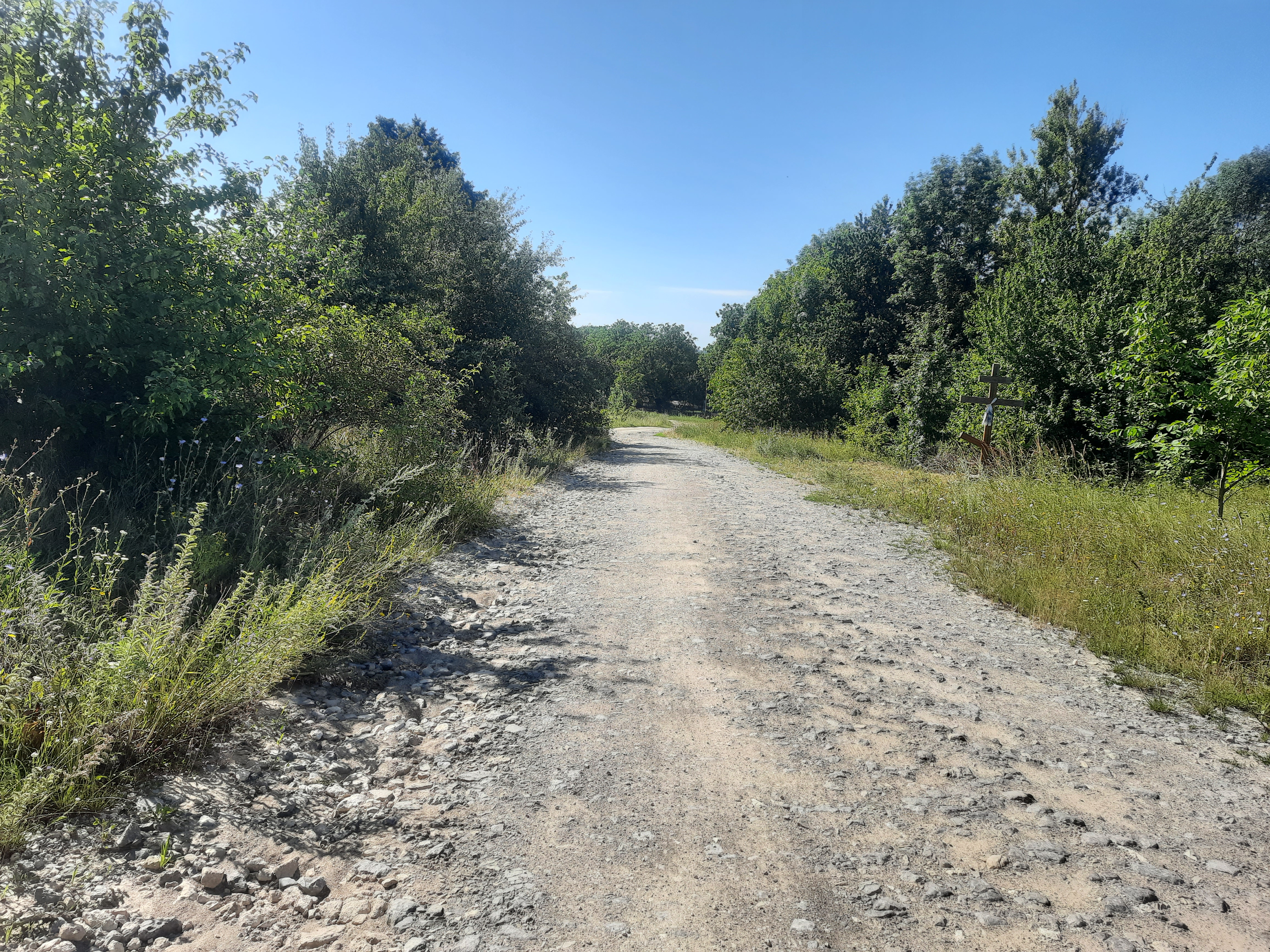
Дорога в село
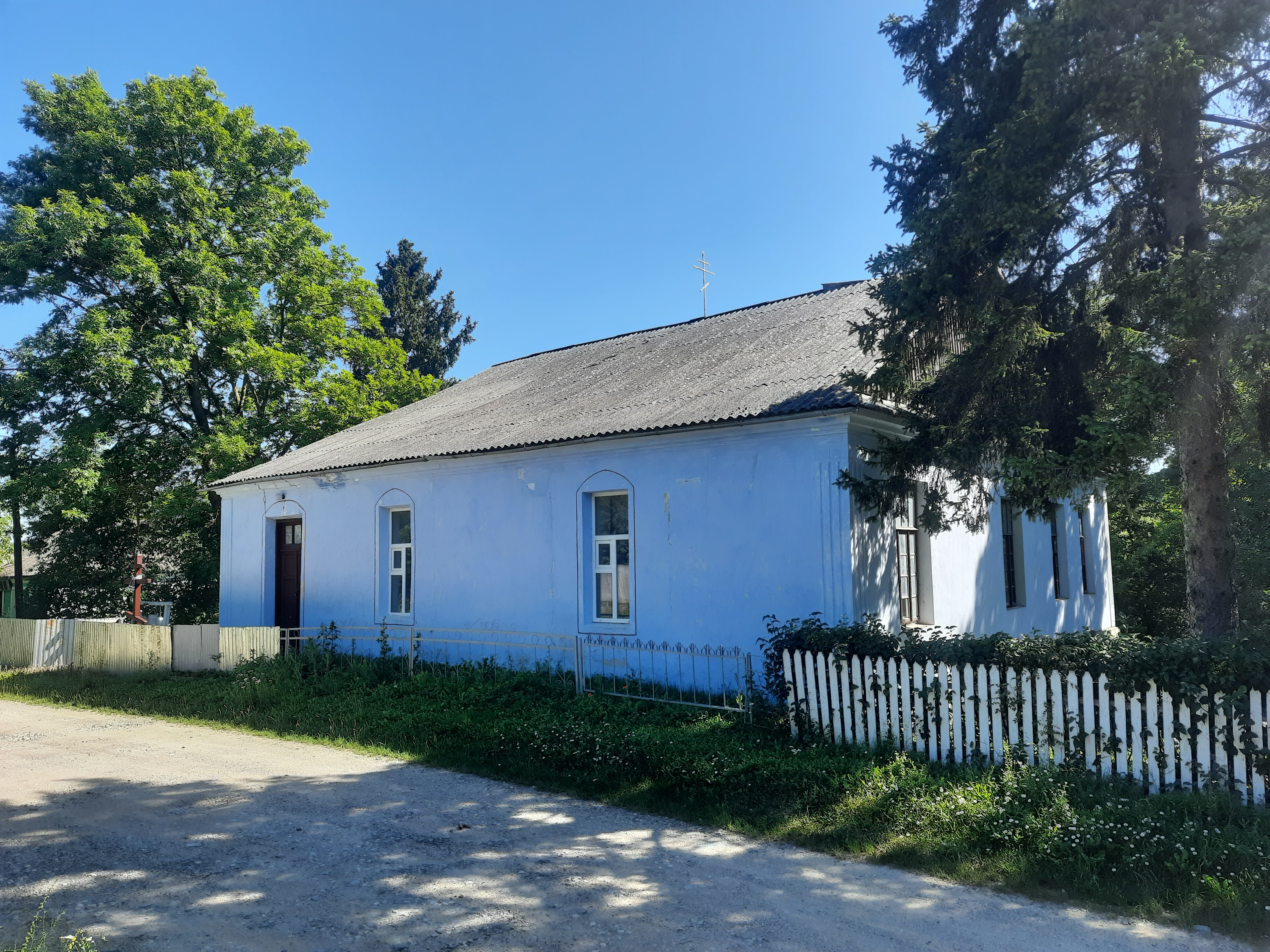
Сільська церква
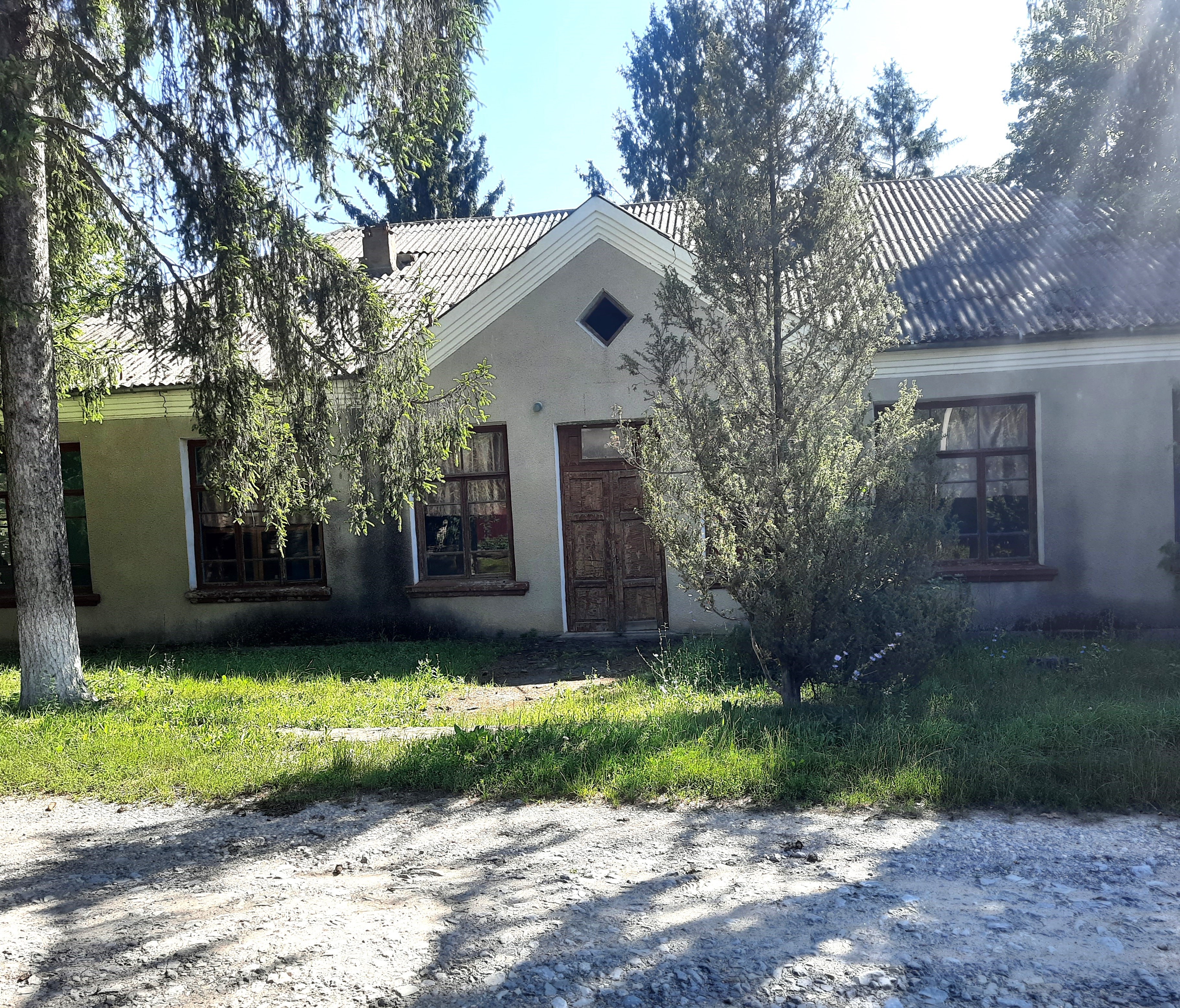
Клуб
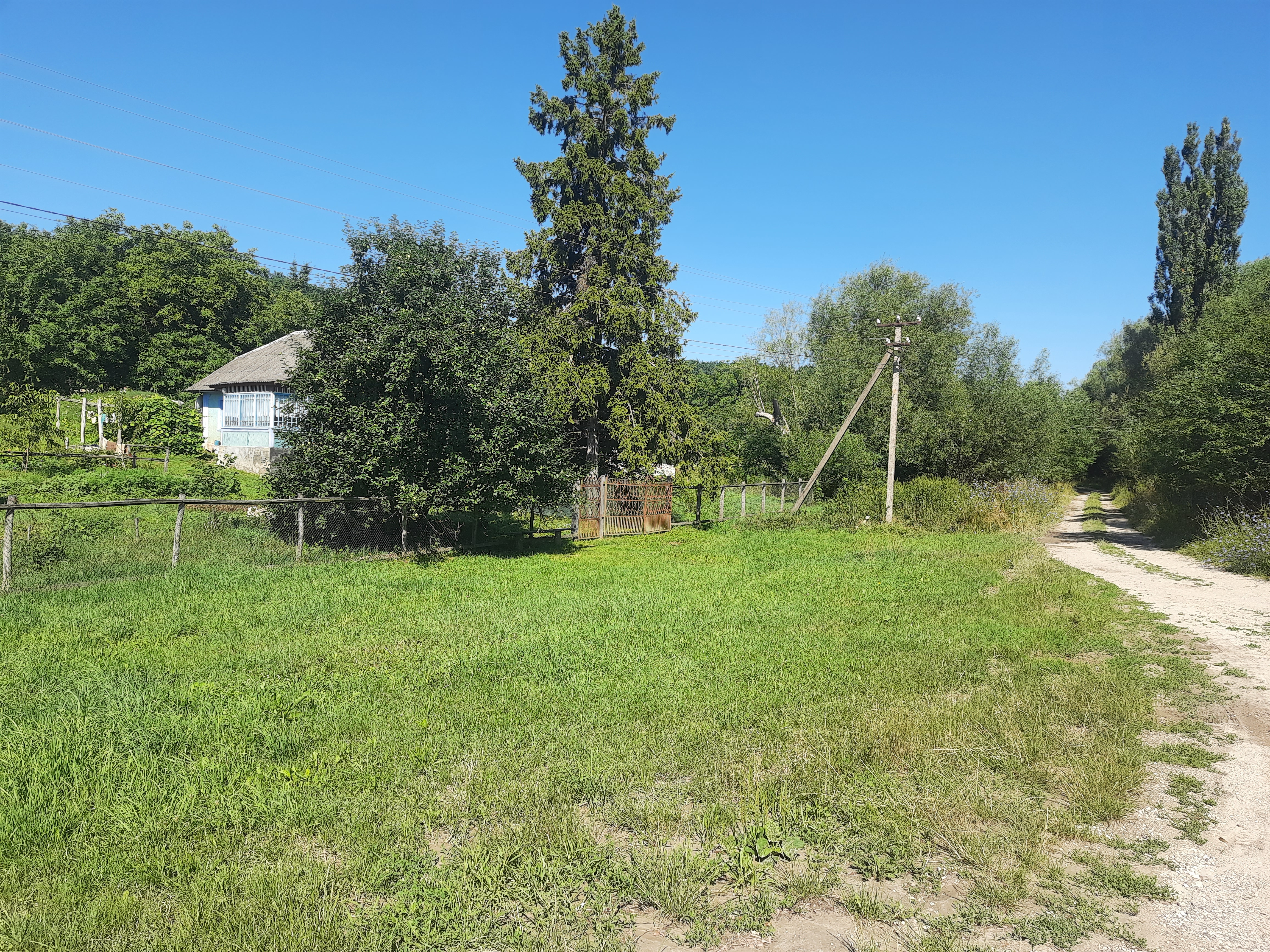
Сільський пейзаж
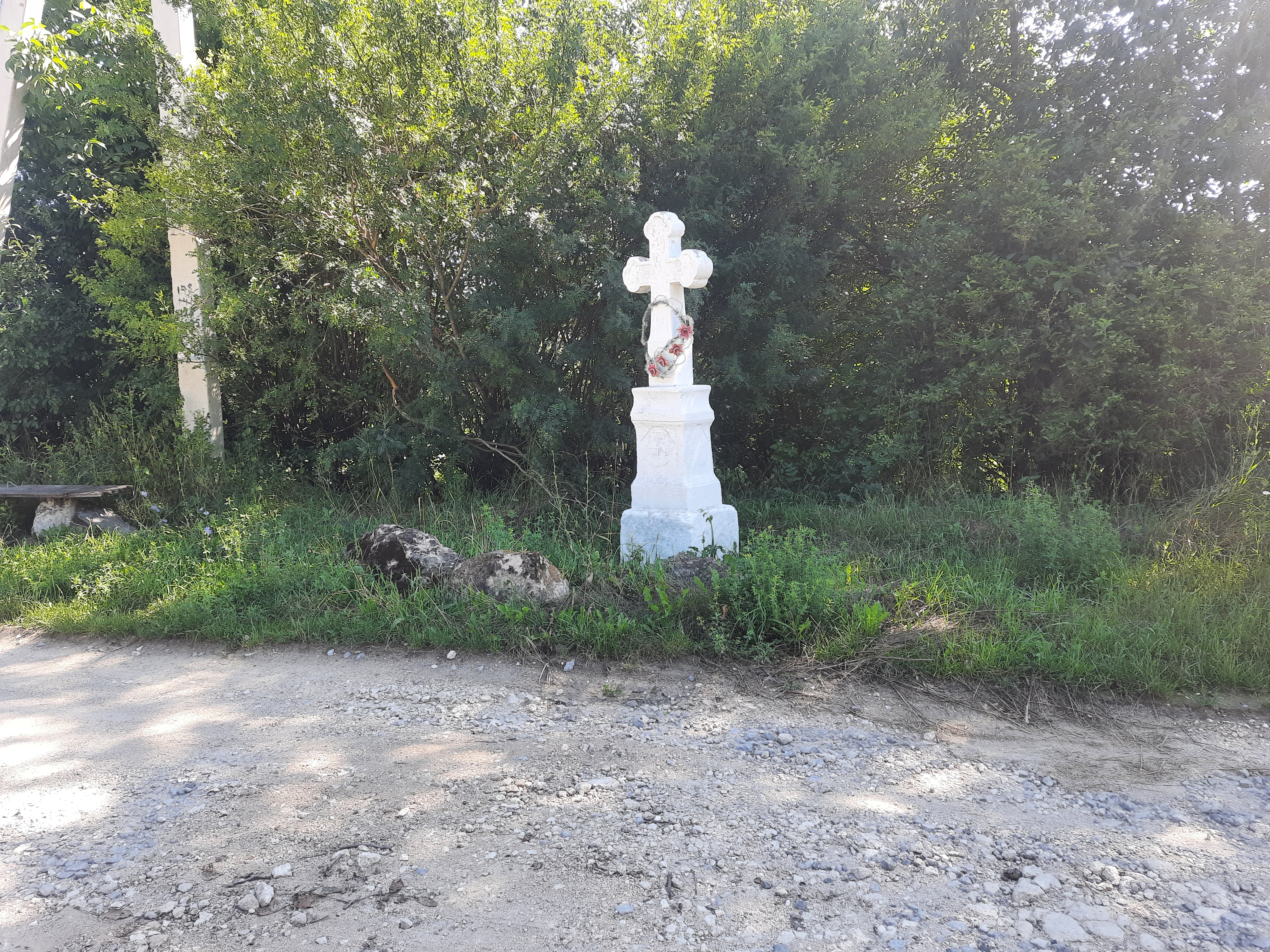
Пам'ятний хрест